# تیم ملی والیبال زنان پرتغال
تیم ملی والیبال زنان پرتغال (انگلیسی: Portugal women's national volleyball team) تیم ملی والیبال مختص زنان پرتغالی است که به عنوان نماینده پرتغال در رقابت‌های رسمی و دوستانه با حریفان به رقابت می‌پردازند.